# Grotte de Chom Ong
La grotte de Chom Ong est une grotte située au nord du Laos, dans la province d'Oudomxay.

## Description
Le système s'étend le long d'une crête montagneuse de 4 km de long et comporte un passage parallèle et interconnecté de fossiles et de rivières. Au cours de deux explorations (2009 et 2010), il a été exploré sur une longueur de 18,4 km.
.

## Situation
Le village le plus proche est Ban Chom Ong (à 45 kilomètres au nord-ouest de Muang Xay), à une heure de marche.

## Galerie

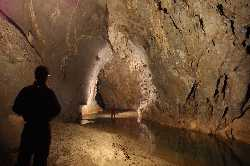
Niveau inférieur de la grotte de Chom Ong traversée par la rivière Nam Khaang.